# Heliopetes alana
Heliopetes alana är en fjärilsart som beskrevs av Tryon Reakirt 1868. Heliopetes alana ingår i släktet Heliopetes och familjen tjockhuvuden. Inga underarter finns listade i Catalogue of Life.